# کورادو پانی
کورادو پانی (ایتالیایی: Corrado Pani؛ ‏ ۴ مارس ۱۹۳۶ – ۲ مارس ۲۰۰۵) بازیگر اهل ایتالیا بود.
از فیلم‌ها یا برنامه‌های تلویزیونی که وی در آن نقش داشته‌است، می‌توان به ای پادشاه، یک بار دیگر پیش از رفتنمان، زیر سن قانونی، پینوکیو، روکو و برادرانش، دختری با یک چمدان، شب‌های روشن، دلیریوم، دکتر آنتونیو، آنا، آن لذت خاص، شهر قمار، گربه چشم‌یشمی، راهبهٔ مونتزا و هیرود بزرگ اشاره کرد.